# Gia tộc Ashikaga (Fujiwara)
Gia tộc Ashikaga (足利氏 Tú Lợi Chi) là một chi nhánh của gia tộc Fujiwara ở Nhật Bản từ quý tộc, cụ thể hơn là Fujiwara no Hidesato của chi nhánh phía bắc Fujiwara. Gia tộc là một lực lượng hùng mạnh ở vùng Kantō trong thời kỳ Heian (794-1185). Nó không có mối quan hệ trực tiếp với gia tộc samurai, gia tộc Ashikaga cai trị Nhật Bản dưới thời Mạc phủ Ashikaga từ năm 1333 đến năm 1587 và xuất thân từ gia tộc Minamoto. 